# Долни Радеш
До̀лни Ра̀деш (на македонска литературна норма: Долни Радеш) е село в югоизточната част на Северна Македония, в община Конче.

## География
Селото е разположено между Смърдеш и Конечката планина (Серта) северозападно от общинския център Конче на брега на изкуственото езеро Мантово, на надморска височина от 420 m. Землището му е 2 km2.

## История
Към края XIX век Долни Радеш е турско, а Горни Радеш българско село, числящи се към Радовишка кааза на Османската империя. Според статистиката на Васил Кънчов („Македония. Етнография и статистика“) от 1900 година Долно Радиш има 200 жители турци, а Горно Радиш - 50 жители българи християни.
След Междусъюзническата война в 1913 година селото попада в Сърбия.
Според Димитър Гаджанов в 1916 година в Долни Радеш живеят 44 турци.
Селото е обезлюдено след 1991 година.
| Година    | 1948 | 1953 | 1961 | 1971 | 1981 | 1991 | 1994 | 2002 |
| --------- | ---- | ---- | ---- | ---- | ---- | ---- | ---- | ---- |
| Население | 60   | 73   | 85   | 86   | 28   | 1    | 0    | 0    |

## Личности
Родени в Долни Радеш
- Павле Траянов (р. 1952), политик от Северна Македония